# Arnold Adoff
Arnold Adoff, född 16 juli 1935 i Bronx, New York, är en amerikansk poet och lärare som publicerat ett trettiotal böcker och genom åren blivit rikligt prisbelönt.
Adoff växte upp som polsk immigrant i South Bronx, ville först satsa på en läkarkarriär men valde slutligen City College of New York, där han studerade historia och litteratur. År 1960 gifte han sig med Virginia Hamilton och levde en kortare period i Europa innan paret återvände till New York och Adoff påbörjade en lärarkarriär vid olika skolor i Harlem och New Yorks Upper West Side. Så småningom flyttade Adoff och Hamilton till Hamiltons barndomsstad Yellow Springs, Ohio, där Adoff bott kvar även efter hustruns död 2002.